# Tannheimer Straße
Die Tannheimer Straße (B 199) ist eine Landesstraße in Österreich mit einer Länge von 22,56 km.

## Verlauf
Die Tannheimer Straße zweigt in Weißenbach am Lech von der Lechtalstraße (B 198) ab und führt über den Gaichtpass durch das Tannheimer Tal vorbei am Haldensee und Tannheim zum Oberjochpass an der deutschen Grenze bei Schattwald. Die Tannheimer Straße ist die Verbindung vom Landkreis Oberallgäu ins Lechtal. Auf deutscher Seite führt sie als B 308 über den Jochpass (1178 m) als Teil der Deutschen Alpenstraße über Bad Hindelang weiter nach Sonthofen.

## Geschichte
Um 1550 wurde der Saumpfad über den Gaichtpass zu einer befahrbaren Straße ausgebaut, die sich bald zum wichtigsten Handelsweg für Salz- und Weintransporte von Tirol ins Allgäu und nach Vorderösterreich entwickelte. Nach einem Felsbruch wurde 1756 eine neue Straße über den Gaichtpass gebaut. Nach dem Bau der Arlbergstraße (1782–1785) nutzten deutlich weniger Fuhrwerke den bisherigen Handelsweg über die Tannheimer Straße.
1909–1912 wurde die Thannheimer Reichsstraße auf ihrer heutigen Strecke zu einer modernen Straße ausgebaut. Die Tannheimer Straße gehört zu den ehemaligen Reichsstraßen, die 1921 als Bundesstraßen übernommen wurden. Bis 1938 wurde die Tannheimer Straße als B 75 bezeichnet, nach dem Anschluss Österreichs wurde die Tannheimer Straße bis 1945 als Teil der Reichsstraße 308 geführt.